# Aleksandar Jovanović
Aleksandar Jovanović, né le 6 décembre 1992 à Niš, est un footballeur international serbe évoluant au poste de gardien de but à Kocaelispor.

## Biographie

### En club
Avec l'équipe de l'AGF Århus, il joue 64 matchs en première division danoise.

### En équipe nationale
Le 31 mai 2016, il figure pour la première fois sur le banc des remplaçants de l'équipe nationale, lors d'un match amical face à Israël (victoire 3-1). Le 15 novembre de la même année, il fait ses débuts en sélection lors d'une rencontre amicale contre l'Ukraine, où il joue une mi-temps (45 minutes).